# Копперфілдський коледж
Копперфілдський коледж - це державна школа, розташована в західних передмістях Мельбурна, штат Вікторія, Австралія. Це коледж, що складається з двох молодших кампусів - 7-10 років і одного старшого кампусу на 11 і 12 років. Молодші кампуси знаходяться в Кінгз-Парк (англ. Kings Park) і Сиденгем (англ. Sydenham), а старший кампус знаходиться в Ділехі (англ. Delahey). Студентське містечко Сиденгем  створене в 2001 році.